# Ivan Šperling
Ivan Šperling (9. listopadu 1930 Přerov – 15. července 1987 Praha) byl český historik umění a památkář.

## Život a dílo
Narodil se v intelektuální a podnikatelské rodině, matka pocházela z Olomouce, z rodiny provozující firmu Osolsobě-nábytek. V raném dětství utrpěl úraz páteře, po kterém zůstal tělesně postižený a v souvislosti s ním také zemřel. Tazatele odkazoval na povídku Thomase Manna Malý pan Friedemann.
Již za jeho gymnaziálních studií se rodina stěhovala do Brna, pak do Hlučína a nakonec do Olomouce, kde odmaturoval a absolvoval studium historie a dějin umění na Filozofické fakultě Univerzity Palackého. Kariéru začal jako správce zámku v Náměšti nad Oslavou, dále pracoval ve Státním středisku památkové péče a ochrany přírody v Pardubicích a od roku 1960 až do konce života v témže ústavu v Praze, kde vedl restaurování památkových objektů, zejména pražských kostelů a paláců. Na svou dobu měl výjimečné znalosti technologie malby, posílené studijním pobytem v Římě a dlouhodobým přátelstvím s pražskými restaurátory. Vypracoval se na specialistu v oboru nástěnné malby období baroka, publikoval téměř 130 statí v časopisech a sbornících (Staletá Praha, Umění, Zprávy památkové péče a dalších).
Svůj handicap vyrovnával benefity z členství v Komunistické straně Československa, vedl spojené závodní organizace KSČ Pražského památkového střediska a Židovského muzea. Paradoxně ze stejného důvodu byl vstřícně přijímán také představiteli katolické církve a přátelil se například s profesorem Františkem Kotalíkem.

## Sběratel umění
Jako milovník a sběratel umění se soustředil na současnou grafiku a bibliofilie, mj. vydávané Klubem přátel výtvarného umění a Českým fondem výtvarného umění.

## Úmrtí a druhý život
Zemřel svobodný a bezdětný v Praze ve svém bytě na Maltézském náměstí. Jeho badatelská a publikační činnost v oboru pražské památkové péče a barokní nástěnné malby byla již překonána. Teprve dlouho po smrti jej proslavil jeho rukopisný deník, který se prostřednictvím dědiců dostal do rukou jedné studentky dějin umění, která z něj okomentovala a úspěšně publikovala politicky kritické a erotické kapitoly.